# Ilon de Codolet
L'îlon de Codolet est une île située sur le Rhône, dans le département du Gard en région Occitanie, appartenant administrativement à Codolet.

## Description
Elle s'étend sur un longueur d'environ 3 km pour une largeur d'environ 480 m entre le Rhône est un bras étroit de celui-ci nommé Les Piboulières. Elle contient au nord le lac de Codolet. 
La départementale 138A occupe sa rive droite et plusieurs chemins la parcourent. Il y a une habitation sur l'île en son centre. 